# Orto botanico dell'Università di Modena
Il Giardino Botanico dell'Università di Modena (anche Orto Botanico dell'Università di Modena e Reggio Emilia, in latino: Hortus Botanicus Mutinensis), è un giardino botanico di poco più di un ettaro di estensione che si trova nel centro della antica città di Modena. È di proprietà dell'Università degli Studi di Modena e Reggio Emilia, più precisamente del Sistema dei Musei e Orto Botanico (MuseOmoRE).
L'Orto botanico dell'Università di Modena e Reggio Emilia è membro del Botanic Gardens Conservation Internacional (BDCI), grazie al quale è riconosciuto a livello internazionale.

## Storia
L' "Orto Botanico di Modena" fu costituito nell'anno 1758, per volontà del Duca Francesco III d' Este, che decise di destinare una parte del giardino Ducale all'esibizione piante medicinali. Nel 1765 è stato collocato sotto la protezione della Cattedra Pubblica di Botanica, a vantaggio della Facoltà Medica e dell'Arte Aromataria". In quel momento iniziarono le opere per la costruzione di una "stufa", con l'unico obiettivo di dar vita a specie esotiche.
Nel 1772, con la Grande Riforma Universitaria voluta dal Duca Francesco III D'Este, l' "Orto Botanico" finì sotto il controllo della giurisdizione dell'Università di Modena.
Giovanni de' Brignoli di Brünnhoff (1818 1855), in qualità di direttore, incrementò le collezioni andando a costruire la parte centrale dietro le due stufe, dando vita al Museo Botanico. Il funzionamento del giardino botanico consistette nella pienezza di tutte le sue funzioni, ossia uno scambio di semi con altri 126 giardini botanici di tutto il mondo, ricerca, donazioni, e acquisizioni, facendo in modo che il patrimonio della materia botanica aumentasse considerevolmente. Tra i più prolifici donatori del periodo si ricorda Luigi Bompani, medico emigrato a Rio de Janeiro e appassionato naturalista, che tra il 1814 e il 1852 inviò a Briglioli diverse spedizioni di reperti botanici per ampliare le collezioni modenesi.
Il Giardino Botanico avviato per mano di Brignoli, si sviluppò sotto la direzione di Ettore Celi (1856 1873), che fu l'autore di una "Guida al Parterre Scuola nell'Orto Botanico della Regia Università ho dato Modena" (Celi, 1862).
Nell'1874 la Cattedra di Botanica venne affidata al chimico Giuseppe Gibelli, il quale donò la sua biblioteca e la sua collezione di sperimentazioni di crittogaamia vascolare. Diversi acquisti di collezioni particolari e varie donazioni hanno fatto dell'Erbario Lichenologico dell'Università di Modena uno degli Erbari storici italiani più importanti. Emilio Chiovenda (1929 1935) ha arricchito la collezione con esemplari di Eritrea e di Somalia.
Grazie all'attività della professoressa Daria Bertolani Marchetti (1981-1994) l'Orto Botanico subì uno sviluppo scientifico e museistico, arrivando ad avere l'importanza che ha oggigiorno.
Il "Orto Botanico" ha stretto accordi di collaborazione con il vicino Giardino Botanico Alpino "Esperia".

## Collezioni
In questo giardino botanico sono da menzionale le seguenti sezioni: 
- "Montagnola" - "montagne" con un arboreto di quasi 200 piante legnose, includendo Abies cephalonica, Aesculus hippocastanum, Fagus sylvatica, Gleditsia triacanthos, Pinus wallichiana, Quercus robur, e Q. ilex.

- Scuola-Parterre - più di 2.000 m², datata 1772, principalmente letti floreali con cespugli e piante herbáceas distribuiti radialmente intorno a un stagno centrale con piante acquatiche, Nymphaea, Nuphar, Eichornia crassipes, Pistia stratiotes, Cyperus papyrus. Attualmente con 700 specie, principalmente di provenienza europea, includendo aquilegia, dianthus, iride (più di 100 specie), potentilla, e salvia.

- Terra bassa - macchie floreali irregolari - sentieri di ghiaia e strade di pietra laterali.

Le serre:
- La Serra Ducale - è la struttura più importante del giardino, costruita per riparare dal freddo le piante più sensibili durante l'inverno. Recentemente è stato adattato alla coltivazione di specie tropicali Amaryllis, Clivia, Agapanthus, Crinus, Ficus, Ficus macrophylla.

- La serra delle piante succulente (mediados de 1980) - originariamente piante succulente e grasse, Cephalocereus euphorbioides, Euphorbia cactus, Agave victoriae-reginae.

- "Serretta" (1994) - con un miscuglio di piante (piante carnivore, helechos, Orchidaceae, ecc.)